# Milton Schwantes
Milton Schwantes (* 26. April 1946 im Munizip Carazinho; † 1. März 2012 in São Paulo) war ein brasilianischer evangelischer Theologe und Bibelwissenschaftler.

## Leben und Wirken
Milton Schwantes entstammte einer im 19. Jahrhundert aus Deutschland nach Rio Grande do Sul eingewanderten Familie. Nach dem frühen Tod des Vaters wuchs er in São Leopoldo auf und absolvierte dort das Instituto Pré-Teológico (IPT) der Evangelischen Kirche Lutherischen Bekenntnisses in Brasilien (Igreja Evangélica de Confissão Luterana no Brasil, IECLB). Von 1966 bis 1970 studierte er an der Theologischen Fakultät (Faculdade de Teologia) der IECLB in São Leopoldo und von 1971 bis 1973 an der Universität Heidelberg, von der er mit einer von Hans Walter Wolff betreuten Dissertation über Das Recht der Armen promoviert wurde.
Von 1973 bis 1978 war Schwantes Pfarrer in der Kleinstadt Cunha Porã, Santa Catarina. Ab 1978 lehrte er vorwiegend an der Lutherischen Theologischen Hochschule in São Leopoldo und ab 1987 an der Methodistischen Theologischen Fakultät in São Bernardo do Campo. Als Professor in São Bernardo do Campo war er zugleich fünf Jahre lang Pfarrer in der Vorstadt Guarulhos von São Paulo. Durch Fachvorträge und Publikationen sowie wissenschaftliche Projekte wurde er weit über die Grenzen seiner akademischen Wirkungsstätten hinaus bekannt.

## Auszeichnungen
- 2002: Ehrendoktorwürde der Philipps-Universität Marburg
- 2007: Ehrendoktorwürde des katholischen Theologischen Instituts von São Paulo

## Schriften (Auswahl)
- Das Recht der Armen. Peter Lang, Frankfurt 1977 (übersetzt ins Portugiesische von Renatus Porrath, O direito dos pobres. Editora Oikos, São Leopoldo 2013).
- História de Israel. Local e origens. Faculdade de Teologia, São Leopoldo 1984 (4. Auflage: Editora Oikos, São Leopoldo 2008).
- Am Anfang war die Hoffnung. Die biblische Urgeschichte aus der Sicht der Armen. Claudius Verlag, München 1992 (brasilianisches Original: Projetos de esperança: meditações sobre Gênesis 1–11. Editora Vozes, Petrópolis 1989).
- Sentenças e provérbios. Sugestões para a interpretação da Sabedoria. Editora Oikos, São Leopoldo 2009.
- Deus vê, Deus ouve! Gênesis 12–25. Editora Oikos, São Leopoldo 2009.
- Haggai. Tage der Hoffnung. Editora Oikos, São Leopoldo 2010.